# 玛丽亚·费贝·库苏马斯图蒂
玛丽亚·费贝（1989年9月30日—），或譯作玛丽亚·菲比，全名玛丽亚·费贝·库苏马斯图蒂，印尼女子羽毛球運動員。

## 簡歷
2010年11月，库苏马斯图蒂代表印尼出戰廣州亞運會，參加羽毛球比賽的女子團體及女子單打項目，奪得女團銅牌。
2015年8月，库苏马斯图蒂參加印尼雅加達舉行的世界羽毛球錦標賽，以16號種子身分出戰女子單打項目，故在首圈輪空；但在次圈就以1比2（21-18、13-21、9-21）不敵中華台北的白馭珀出局。

## 主要比賽成績
只列出曾進入準決賽的國際賽事成績：
| 年份   | 賽事                   | 公開賽級別 | 項目     | 成績   |
| ------ | ---------------------- | ---------- | -------- | ------ |
| 2008年 | 碧特博格羽毛球大獎賽   | 大獎賽     | 女子單打 | 冠軍   |
| 2009年 | 越南羽毛球國際挑戰賽   | 國際挑戰賽 | 女子單打 | 準決賽 |
| 2009年 | 澳洲羽毛球大獎賽       | 大獎賽     | 女子單打 | 冠軍   |
| 2009年 | 紐西蘭羽毛球大獎賽     | 大獎賽     | 女子單打 | 亞軍   |
| 2009年 | 印度羽毛球大獎賽       | 大獎賽     | 女子單打 | 準決賽 |
| 2010年 | 印尼羽毛球黃金大獎賽   | 黃金大獎賽 | 女子單打 | 準決賽 |
| 2013年 | 印尼羽毛球黃金大獎賽   | 黃金大獎賽 | 女子單打 | 準決賽 |
| 2013年 | 越南羽毛球大獎賽       | 大獎賽     | 女子單打 | 準決賽 |
| 2014年 | 奧地利羽毛球國際挑戰賽 | 國際挑戰賽 | 女子單打 | 準決賽 |
| 2014年 | 印尼羽毛球大師賽       | 黃金大獎賽 | 女子單打 | 準決賽 |
| 2014年 | 保加利亞羽毛球國際賽   | 國際挑戰賽 | 女子單打 | 亞軍   |
| 2014年 | 荷蘭羽毛球大獎賽       | 大獎賽     | 女子單打 | 準決賽 |

| 2007-2017年 | 首要超級賽 | 超級賽 | 黃金大獎賽 | 大獎賽 | 國際挑戰賽 | 國際系列賽 | 未來系列賽 | 其他 |

| 2018-2026年 | 總決賽 | 超級1000賽 | 超級750賽 | 超級500賽 | 超級300賽 | 超級100賽 | 國際挑戰賽 | 國際系列賽 | 未來系列賽 | 其他 |

### 奧運會和世錦賽參賽紀錄
|          | 2010 | 2011 | 2012 | 2013 | 2014 | 2015 |
| -------- | ---- | ---- | ---- | ---- | ---- | ---- |
| 女子單打 | 32強 | －   | －   | －   | －   | 32強 |